# Aleksandr Ławrientjew
Aleksandr Iosifowicz Ławrientjew (kaz. i ros. Александр Иосифович Лаврентьев) – kazachstański polityk, od 30 stycznia 1996 do 1999 roku deputowany do Mażylisu Parlamentu Republiki Kazachstanu I kadencji.